# Litava (přítok Svratky)
Litava (dříve a místně nazývána také Cézava) je řeka, která teče na území Zlínského a Jihomoravského kraje. Je to významný levostranný přítok Svratky. Její délka je 58,3 km, povodí zabírá 789,8 km².

## Průběh toku
Řeka Litava pramení ve Zlínském kraji na úpatí vrchoviny Chřiby ve výšce 510 m n. m. jihovýchodně od obce Cetechovice, v katastru obce Chvalnov-Lísky. Teče převážně západním až jihozápadním směrem. Od nejvyššího vrcholu Brdo (586,7 m n. m.) je pramen vzdálen asi 2,5 km jihozápadním směrem.
Protéká městy a obcemi Brankovice, Nesovice, Bučovice, Slavkov u Brna, Újezd u Brna a Blučina. Podél řeky prochází silnice I/50 a železniční trať Brno – Uherské Hradiště.
Mezi lety 1912-1930 byla mezi Židlochovicemi a Slavkovem u Brna provedena regulace koryta řeky.
Do Svratky ústí v Židlochovicích na jejím říčním kilometru 29,0.

### Větší přítoky
- levé – Milešovický potok, Hranečnický potok, Moutnický potok
- pravé – Litavka, Litenčický potok, Hvězdlička, Žlebový potok, Rakovec, Říčka, Dunávka.

## Vodní režim
Průměrný průtok Litavy u ústí činí 1,64 m³/s.
Hlásné profily:
| místo      | říční km | plocha povodí | průměrný průtok (Qa) | stoletá voda (Q100) |
| ---------- | -------- | ------------- | -------------------- | ------------------- |
| Brankovice | 45,70    | 71,98 km²     | 0,20 m³/s            | 31,0 m³/s           |
| Rychmanov  | 13,60    | 496,42 km²    | 0,86 m³/s            | 57,0 m³/s           |

## Využití
Správcem toku je Povodí Moravy, s.p. - závod Dyje.
Řeka může být i sjízdná, a to v horním úseku od Bučovic.